# Angelopsis euryale
Angelopsis euryale är en nässeldjursart som beskrevs av Grace Odel Pugh 1983. Angelopsis euryale ingår i släktet Angelopsis och familjen Rhodaliidae. Inga underarter finns listade i Catalogue of Life.